# Aranjuez
Aranjuez is een plaats en gemeente in de Spaanse provincie en regio Madrid, met een oppervlakte van 201 km². Aranjuez telt 57.932 inwoners (1 januari 2016).
De plaats ligt circa 47 kilometer ten zuiden van Madrid, op de plaats waar de Taag en de Jarama samenvloeien. Het rechthoekige stedenbouwkundige ontwerp dateert uit de tijd van Karel III van Spanje. In Aranjuez bevindt zich het Palacio Real de Aranjuez, ooit de zomerresidentie van de Spaanse koningen, dat werd gebouwd tijdens de regeerperiode van Filips II van Spanje. Naar dit verleden wordt verwezen in het Concierto de Aranjuez (1939) van de Spaanse componist Joaquín Rodrigo, die op het plaatselijke kerkhof ligt begraven.

## Geschiedenis
Op 12 april 1772 sloten Frankrijk en Spanje te Aranjuez een verdrag, waarbij Spanje zich verplichtte Frankrijk bij te staan in de strijd tegen het Verenigd Koninkrijk.
Op 18 maart 1808 brak in Aranjuez de Opstand van Aranjuez uit die in eerste instantie tegen premier Manuel Godoy was gericht. Twee dagen later werd koning Karel IV tot aftreden gedwongen. Hij werd opgevolgd door zijn zoon Ferdinand VII. Op 25 september van dat jaar, tijdens de Spaanse Onafhankelijkheidsoorlog kwam hier de burgerregering bijeen.

## Demografische ontwikkeling
Bron: INE; 1857-2011: volkstellingen

## Economie
Toerisme is een belangrijke inkomstenbron. Sinds het patrimonium in 2001 door de Unesco als Werelderfgoed werd erkend is het toerisme blijven toenemen. Daarnaast is landbouw van belang; de aardbeien uit Aranjuez zijn zeer begeerd. Voorts zijn er fabrieken voor wasmiddelen, computerapparatuur en elektrische apparaten, alsook een casino.

## Geboren in Aranjuez
- Charlotte Joachime van Bourbon (1775-1830), Koningin van Portugal
- Carlos María Isidro de Borbón (1788-1855), Carlistisch pretendent
- Juan de Borbón (1822-1887), Carlistisch pretendent
- Frans van Assisi van Bourbon (1822-1902), koning van Spanje
- Juan Luis Mora (1973), voetballer
- Javier Portillo (1982), voetballer

- Biblioteca Nacional de España: XX450870
- Bibliothèque nationale de France: cb135776901 (data)
- Gemeinsame Normdatei: 4321015-6
- Library of Congress Control Number: n81003078
- MusicBrainz: bee8927d-5ddc-4df5-b495-8012f0ba0fa2
- Nationale Bibliotheek van Tsjechië: ge672198
- Nationale Bibliotheek van Israël: 987007566728505171
- Système universitaire de documentation: 053488504
- Virtual International Authority File: 151274949
- WorldCat: E39PBJbxDr9dxFkjhDDRpgmWXd

Alhambra, Generalife en Albaicín, Granada ·
Kathedraal van Burgos ·
Historisch centrum van Córdoba ·
Klooster en plaats van het Escorial, Madrid ·
Werken van Gaudí ·
Grot van Altamira en de paleolithische grotkunst van Noord-Spanje ·
Monumenten van Oviedo en het koninkrijk Asturië ·
Oude stad Ávila met de Kerken-buiten-de-Muren ·
Oude stad Segovia en aquaduct ·
Santiago de Compostella (oude stad) ·
Nationaal park Garajonay ·
Historische stad Toledo ·
Mudéjararchitectuur van Aragón ·
Oude stad Cáceres ·
Kathedraal, Alcázar en Archivo General de Indias in Sevilla ·
Oude stad Salamanca ·
Klooster van Poblet ·
Archeologisch ensemble van Mérida ·
Pelgrimsroute naar Santiago de Compostella ·
Koninklijk klooster van Santa Maria de Guadalupe ·
Nationaal park Doñana ·
Historische ommuurde stad Cuenca ·
La Lonja de la Seda van Valencia ·
Las Médulas ·
Palau de la Música Catalana en Hospital de Sant Pau, Barcelona ·
Monte Perdido ·
Kloosters van San Millán Yuso en Suso ·
Prehistorische rotskunst in de Coa Vallei en de Siega Verde ·
Rotskunst van het Middellandse Zeebekken op het Iberisch Schiereiland ·
Universiteit en historische parochie van Alcalá de Henares ·
Ibiza, biodiversiteit en cultuur ·
San Cristóbal de La Laguna ·
Archeologisch ensemble van Tarraco ·
Archeologisch Atapuerca ·
Catalaanse romaanse kerken van de Vall de Boí ·
Palmeral van Elche ·
Romeinse muur van Lugo ·
Cultuurlandschap van Aranjuez ·
Monumentale renaissance-ensembles van Úbeda en Baeza ·
Vizcayabrug ·
Oude en voorhistorische beukenbossen van de Karpaten en andere regio's van Europa ·
Nationaal park El Teide ·
Herculestoren ·
Cultuurlandschap van de Serra de Tramuntana ·
Erfgoed van kwik. Almadén en Idrija ·
Dolmens van Antequera ·
Kalifaatstad Medina Azahara ·
Cultuurlandschap van de Risco Caído en de heilige bergen van Gran Canaria  ·
Paseo del Prado en Parque del Buen Retiro, een landschap van kunst en wetenschap
Ajalvir · Alameda del Valle · Alcalá de Henares · Alcobendas · Alcorcón · Aldea del Fresno · Algete · Alpedrete · Ambite · Anchuelo · Aranjuez · Arganda del Rey · Arroyomolinos · Batres · Becerril de la Sierra · Belmonte de Tajo · Berzosa del Lozoya · Boadilla del Monte · Braojos · Brea de Tajo · Brunete · Buitrago del Lozoya · Bustarviejo · Cabanillas de la Sierra · Cadalso de los Vidrios · Camarma de Esteruelas · Campo Real · Canencia · Carabaña · Casarrubuelos · Cenicientos · Cercedilla · Cervera de Buitrago · Chapinería · Chinchón · Ciempozuelos · Cobeña · Collado Mediano · Collado Villalba · Colmenar del Arroyo · Colmenar de Oreja · Colmenarejo · Colmenar Viejo · Corpa · Coslada · Cubas de la Sagra · Daganzo de Arriba · El Álamo · El Atazar · El Berrueco · El Boalo · El Escorial · El Molar · El Vellón · Estremera · Fresnedillas de la Oliva · Fresno de Torote · Fuenlabrada · Fuente el Saz de Jarama · Fuentidueña de Tajo · Galapagar · Garganta de los Montes · Gargantilla del Lozoya y Pinilla de Buitrago · Gascones · Getafe · Griñón · Guadalix de la Sierra · Guadarrama · Horcajo de la Sierra-Aoslos · Horcajuelo de la Sierra · Hoyo de Manzanares · Humanes de Madrid · La Acebeda · La Cabrera · La Hiruela · La Serna del Monte · Las Rozas de Madrid · Leganés · Loeches · Los Molinos · Los Santos de la Humosa · Lozoya · Lozoyuela-Navas-Sieteiglesias · Madarcos · Madrid · Majadahonda · Manzanares el Real · Meco · Mejorada del Campo · Miraflores de la Sierra · Montejo de la Sierra · Moraleja de Enmedio · Moralzarzal · Morata de Tajuña · Móstoles · Navacerrada · Navalafuente · Navalagamella · Navalcarnero · Navarredonda y San Mamés · Navas del Rey · Nuevo Baztán · Olmeda de las Fuentes · Orusco de Tajuña · Paracuellos de Jarama · Parla · Patones · Pedrezuela · Pelayos de la Presa · Perales de Tajuña · Pezuela de las Torres · Pinilla del Valle · Pinto · Piñuécar-Gandullas · Pozuelo de Alarcón · Pozuelo del Rey · Prádena del Rincón · Puebla de la Sierra · Puentes Viejas · Quijorna · Rascafría · Redueña · Ribatejada · Rivas-Vaciamadrid · Robledillo de la Jara · Robledo de Chavela · Robregordo · Rozas de Puerto Real · San Agustín del Guadalix · San Fernando de Henares · San Lorenzo de El Escorial · San Martín de la Vega · San Martín de Valdeiglesias · San Sebastián de los Reyes · Santa María de la Alameda · Santorcaz · Serranillos del Valle · Sevilla la Nueva · Somosierra · Soto del Real · Talamanca de Jarama · Tielmes · Titulcia · Torrejón de Ardoz · Torrejón de la Calzada · Torrejón de Velasco · Torrelaguna · Torrelodones · Torremocha de Jarama · Torres de la Alameda · Tres Cantos · Valdaracete · Valdeavero · Valdelaguna · Valdemanco · Valdemaqueda · Valdemorillo · Valdemoro · Valdeolmos-Alalpardo · Valdepiélagos · Valdetorres de Jarama · Valdilecha · Valverde de Alcalá · Velilla de San Antonio · Venturada · Villaconejos · Villa del Prado · Villalbilla · Villamanrique de Tajo · Villamanta · Villamantilla · Villanueva de la Cañada · Villanueva del Pardillo · Villanueva de Perales · Villar del Olmo · Villarejo de Salvanés · Villaviciosa de Odón · Villavieja del Lozoya · Zarzalejo